# Çayönü

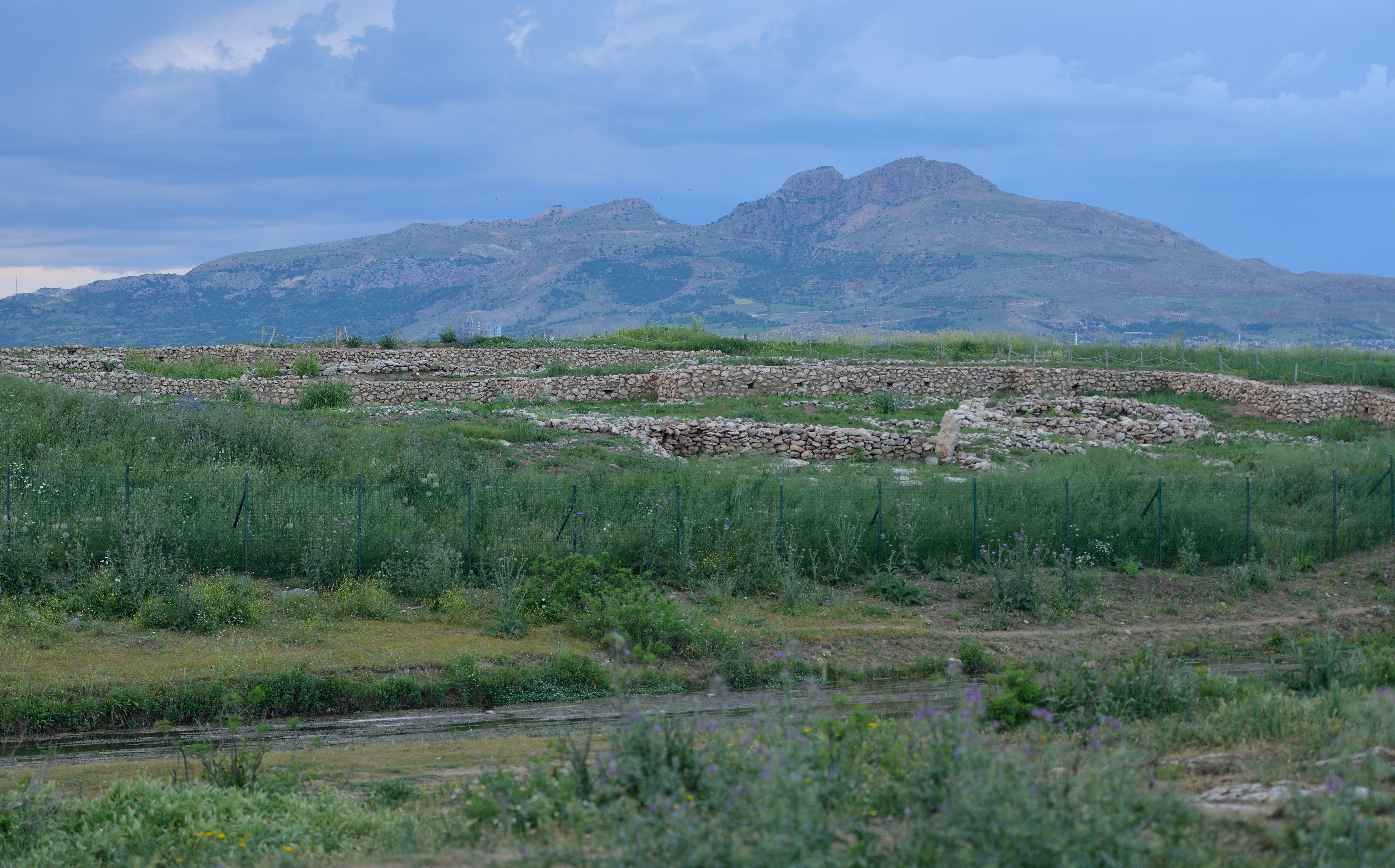
Çayönü em maio de 2017

Çayönü, também conhecido como Çayönü Tepesi, é um povoado neolítico situado no que é hoje o sul da Turquia, a 40 km a noroeste de Diyarbakır, no sopé dos Montes Tauro, próximo do Bestakot, um regato intermitente, e do Rio Bogazçay, um afluente do Tigre.  Foi habitado entre 7 200 a.C. e 6 600 a.C.

## Arqueologia
As primeiras escavações foram conduzidas por Robert John Braidwood entre 1964 e 1978 e posteriormente entre 1985 e 1991. O assentamento cobre os períodos Neolítico pré-cerâmico A (PPNA), Neolítico pré-cerâmico B (PPNB) e Neolítico cerâmico (PN).
A estratigrafia está dividida nas seguintes subfases, de acordo com a arquitetura dominante:
- circular, PPNA
- em forma de grelha, PPNB inicial
- com canais ou com grandes salas pavimentadas, PPNB médio
- em forma de celas, PPNB tardio
- com grandes salas inidviduais, PPNB tardio, Neolítico inicial

## Pecuária e agricultura
Çayönü pode ter sido o lugar onde o porco foi pela primeira vez domesticado. A fauna selvagem incluía javalis, cervídeos, ovelhas e cabras. O ambiente no Neolítico incluía sapais e pântanos junto ao Bogazcay, bosques abertos, áreas de estepe e florestas de pistáchio a sul.
Em 1997, cientistas do Max-Planck-Institut für Pflanzenzüchtungsforschung (Instituto Max-Planck para Investigação em Crescimento de Plantas) descobriu que os antepassados genéticos de 68 tipos contemporâneos de cereais se encontram em plantas que ainda crescem de forma selvagem nas encostas do Monte Karaca, situado nas proximidades de Çayönü.